# Acceso léxico bilingüe
El acceso léxico bilingüe es una área en investigación psicolingüística en la cual se estudia el proceso de la activación o de la recuperación del léxico mental en personas que pueden hablar dos lenguas. El acceso léxico bilingüe se puede considerar como todos los aspectos de procesamiento de palabras, incluyendo toda la actividad mental desde la percepción de la palabra de una lengua hasta que sea disponible todo su conocimiento léxico de la lengua objetivo.
La investigación en esta área se enfoca a una comprensión cabal de estos procesos mentales. Las personas bilingües tienen dos representaciones léxicas mentales de un elemento o concepto. Son capaces de seleccionar adecuadamente palabras de una lengua sin interferencia significativa de la otra lengua. Es importante entender si estas representaciones duales interactúan o se afectan mutuamente.
Investigadores del acceso léxico bilingüe se enfocan en los mecanismos de control que las personas bilingües usan para suprimir la lengua no en uso durante el tiempo de uso monolingüe y el grado al cual las representaciones relacionadas en esa lengua no en uso están activadas. Por ejemplo, cuando a un bilingüe holandés–inglés se le pide nombrar un cuadro de un perro en inglés, él o ella recurre a la palabra perro en inglés. El acceso léxico bilingüe es el proceso mental subyacente a esta similar y sencilla tarea: el proceso que ejecuta la conexión entre la «idea» perro y la palabra perro en la lengua objetivo. Mientras en inglés se activa la palabra dog, es más probable que también en neerlandés esté en activación su equivalente en neerlandés: hond.